# Alphonsea elliptica
Alphonsea elliptica är en kirimojaväxtart som beskrevs av Joseph Dalton Hooker och Thomas Thomson. Alphonsea elliptica ingår i släktet Alphonsea och familjen kirimojaväxter. Inga underarter finns listade i Catalogue of Life.